# 哈希什

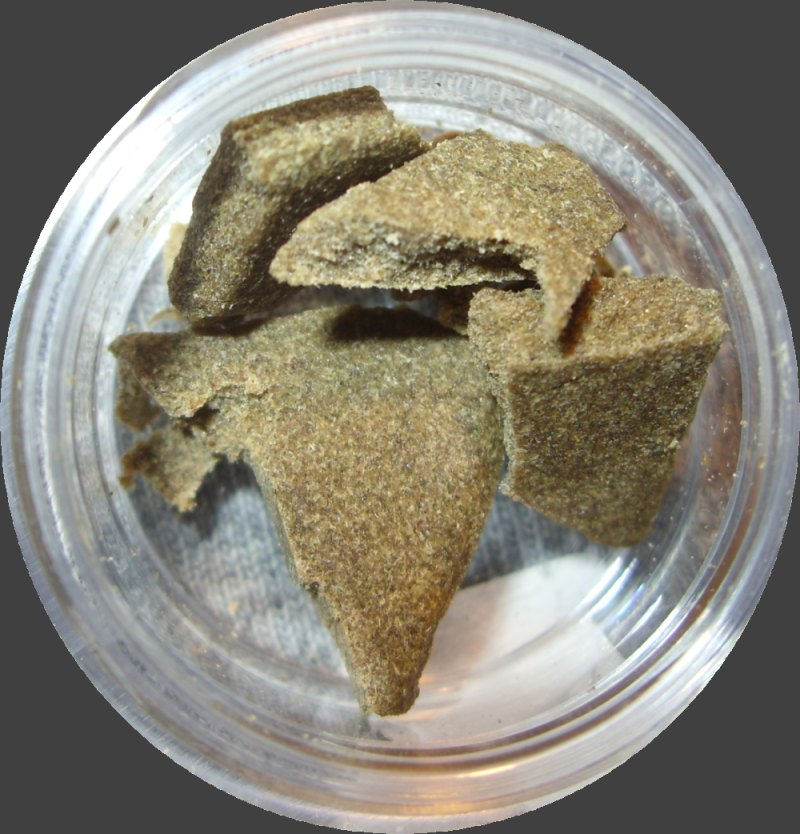
1.5克美国压制哈希什

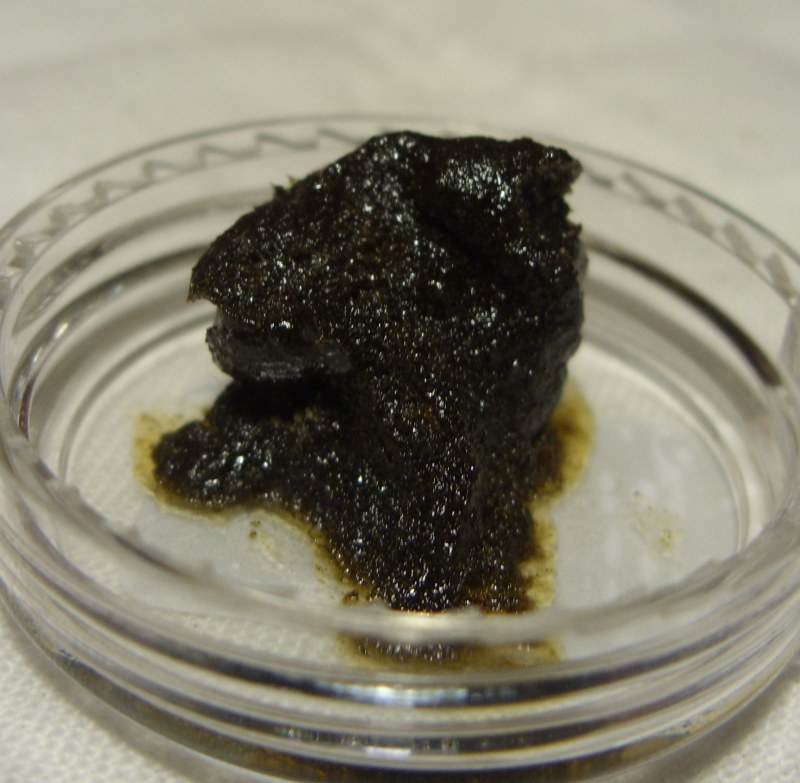
一克美国"泡沫"印度大麻哈希什

哈希什（英語：hashish）简称哈希（hash），是大麻的树脂，以棒状、杆状或球状物的形式存在。它包含如四氢大麻酚和其他大麻素相同的活性成分，但比未筛分的大麻芽或叶的浓度要高。
哈希什作为医药和毒品使用可以追溯到至少公元前3000年。全世界都可看到哈希什在大麻不合法的國家非法使用。

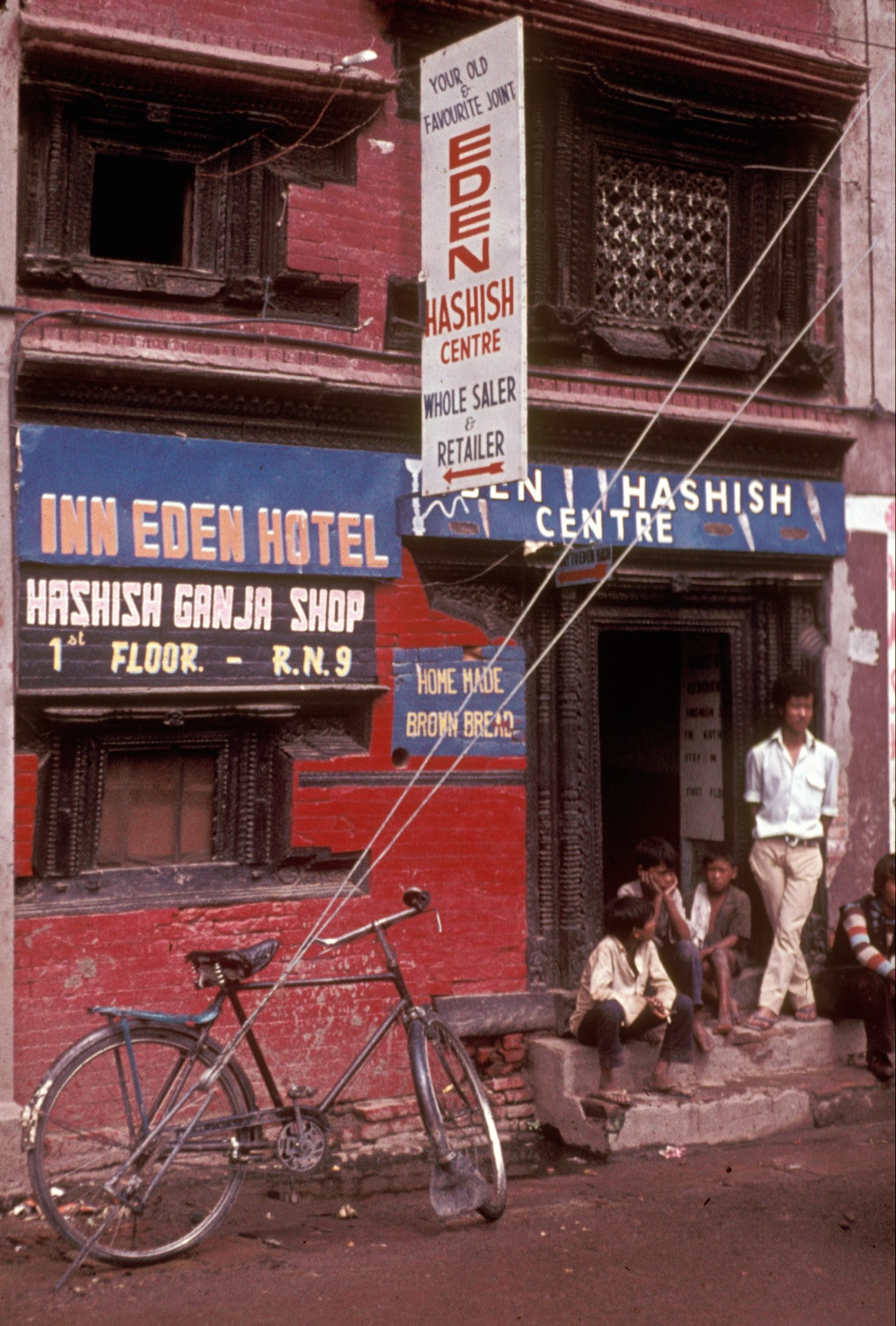
在加德满都的哈希什店
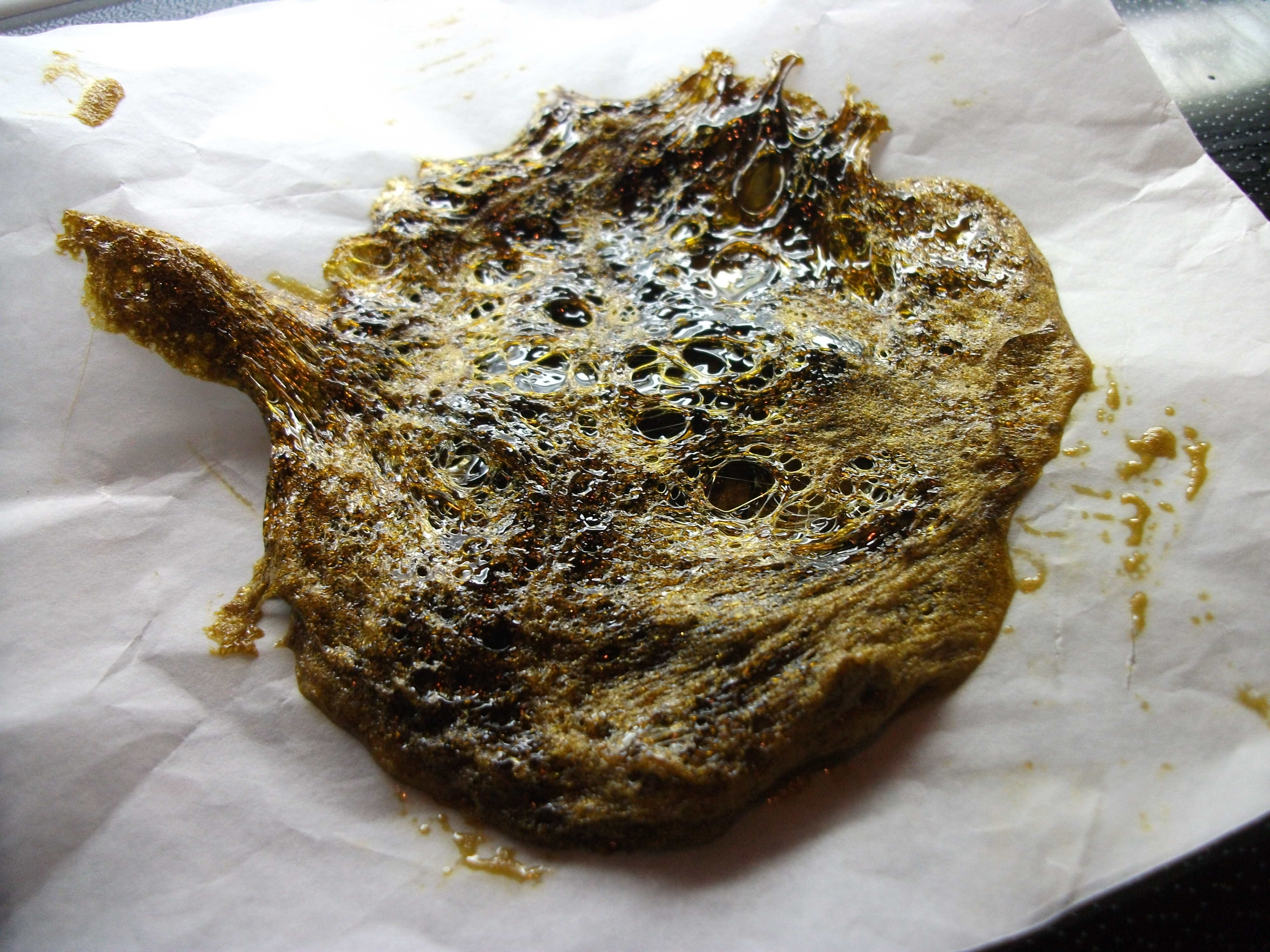
哈希什油